# Jan Faltyn
Jan Faltyn (ur. 10 października 1952 w Olesznej) – polski kolarz torowy i szosowy, wicemistrz świata na torze w wyścigu punktowym (1977).

## Życiorys
Był zawodnikiem Legii Warszawa i Dolmelu Wrocław, podopiecznym Andrzeja Trochanowskiego i Mieczysława Żelaznowskiego. Z powodzeniem łączył starty na szosie i na torze. 5-krotny uczestnik mistrzostw świata na torze. Jego największym sukcesem było zdobycie srebrnego medalu w wyścigu punktowym amatorów podczas torowych mistrzostw świata w San Cristóbal w 1977 roku. Na tych samych mistrzostwach startował jeszcze w drużynowym wyścigu na 4000 m na dochodzenie, ale Polacy odpadli w eliminacjach. Jeszcze czterokrotnie startował w mistrzostwach świata, ale bez sukcesów (San Sebastián 1973 – 24. pozycja w wyścigu indywidualnym na dochodzenie, Montreal 1974 – 11. miejsce w drużynowo, Liège 1975 – piąte miejsce drużynowo oraz 18. miejsce w wyścigu punktowym na mistrzostwach w Monachium w 1978 roku). Sześciokrotnie sięgał po tytuł mistrza Polski - w 1972, 1973, 1975 i 1976 w szosowym wyścigu drużynowym na 100 km (dwa pierwsze razy z Legią, dwa kolejne z Dolmelem), w 1978 w indywidualnym wyścigu górskim, w 1981 w drużynie na 4000 m na dochodzenie (z Dolmelem). W 1979 był trzeci w mistrzostwach Polski w indywidualnym wyścigu szosowym, a w 1976 zajął drugie miejsce w Wyścigu dookoła Nadrenii. Po zakończeniu kariery pozostawał aktywny w wyścigach weteranów.